# 漆点旌翅颜蜡蝉
漆点旌翅颜蜡蝉（学名：Ancyra annamensis），一种分布于越南和中华人民共和国海南岛等地区的昆虫，是颜蜡蝉科旌翅颜蜡蝉属的一种。
漆点旌翅颜蜡蝉在2023年被收录入《有重要生态、科学、社会价值的陆生野生动物名录》。

## 形态特征
成年雄虫体长10.2～11.5毫米，雌虫为11.8～12.3毫米。前翅前缘基部具有多个白色小斑点，中部及端部具有三个呈“品”字形排列的黑褐色大圆斑。